# 愛媛県庁舎
愛媛県庁舎（えひめけんちょうしゃ）は、愛媛県松山市一番町四丁目にある愛媛県庁の本館、第一別館、第二別館と、県議会議事堂からなる建物の総称。住所は愛媛県松山市一番町四丁目4番地2。
1929年に本館が完成。1980年に別館が完成。そして、1982年に県議会議事堂が完成し、現在にいたる。

## 沿革

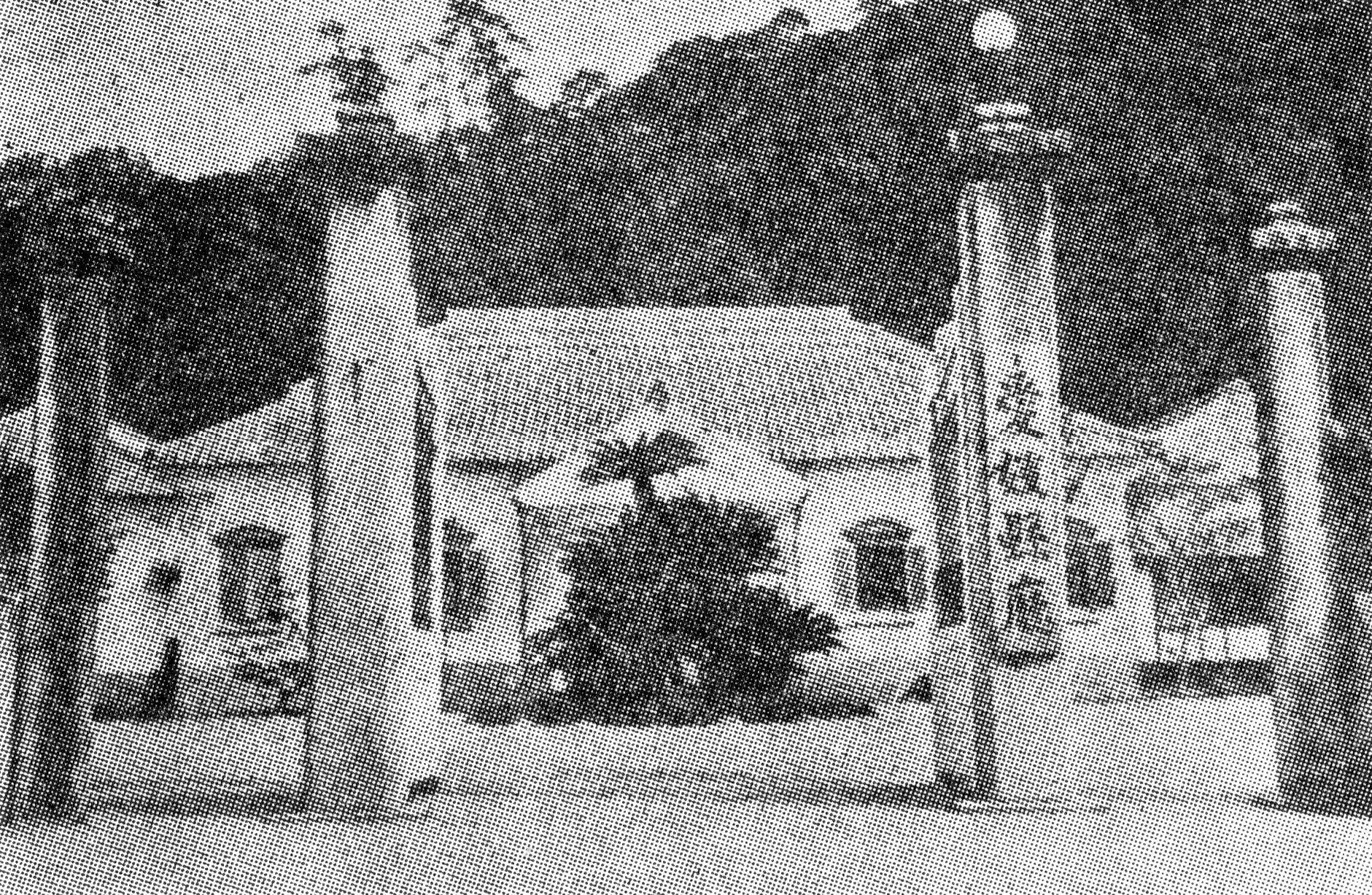
1876年竣工の愛媛県庁舎

- 1871年 - 廃藩置県により松山県、今治県、西条県、小松県、宇和島県、大洲県、吉田県、新谷県を設置。同年、今治県、西条県、小松県を松山県に、大洲県、吉田県、新谷県を宇和島県にそれぞれ統合。
- 1872年 - 松山県を石鉄県と改称。宇和島県を神山県と改称。
- 1873年2月20日 - 石鉄県と神山県を統合し愛媛県を設置。同3月23日 - 愛媛県庁を開庁。
- 1876年 - 香川県を廃止し愛媛県に編入。新庁舎が竣工。
- 1888年 - 愛媛県から香川県を分離し設置。
- 1929年 - 新庁舎が落成（現在の本館）。
- 1966年 - 県内で第17回全国植樹祭が開催。昭和天皇、香淳皇后が県庁などに行幸啓[2]。

## 本館

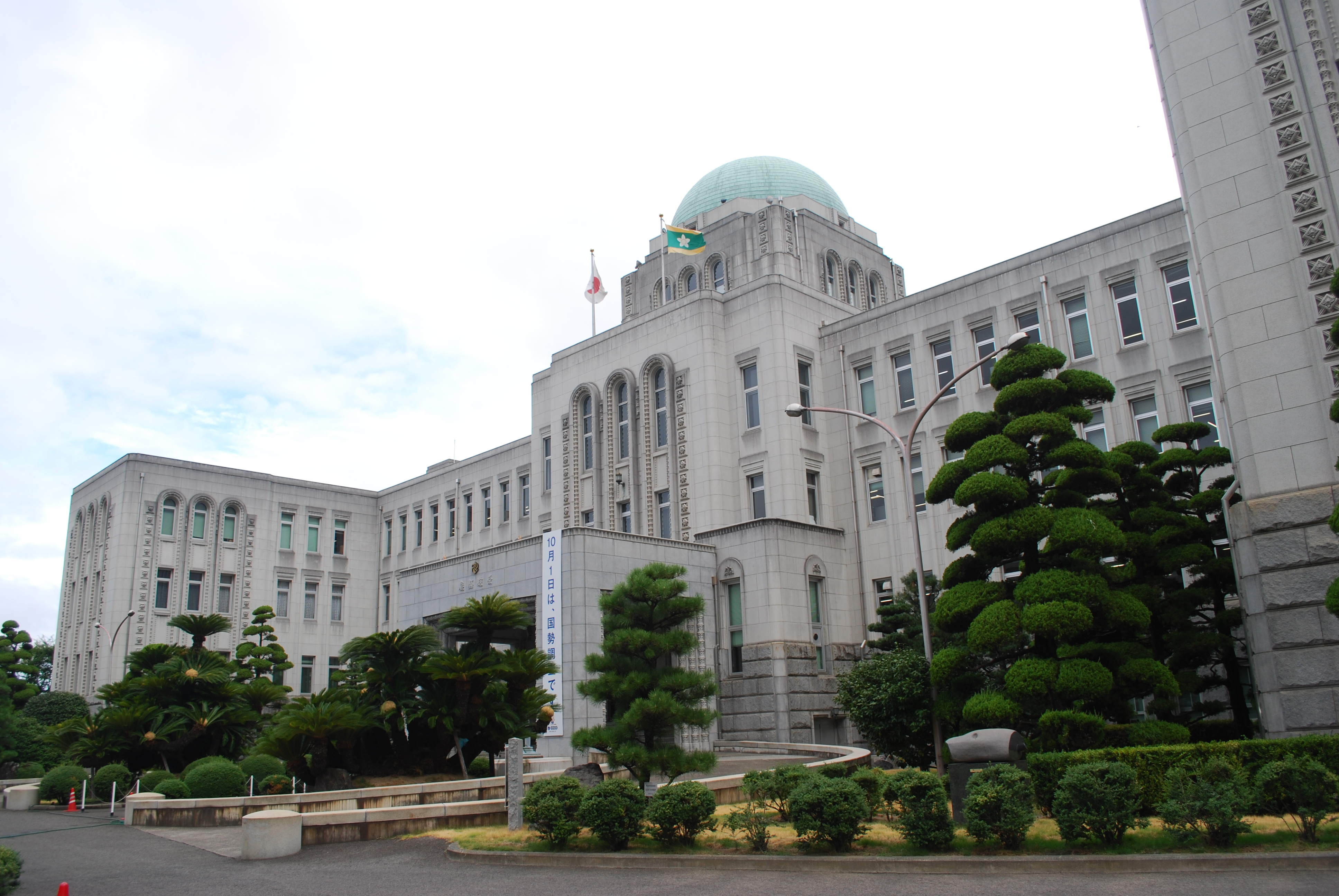
本館外観

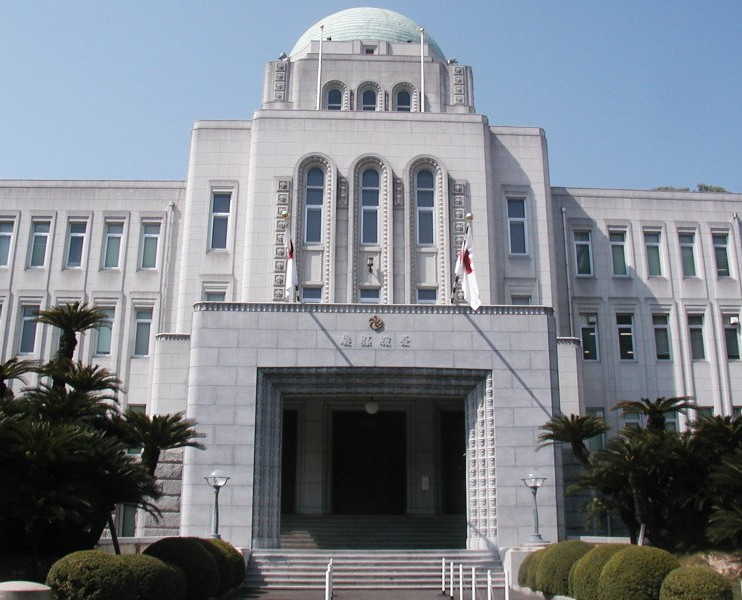
本館中央正面

- 本館の工事費用はおおよそ100万円（当時）で、設計は木子七郎。構造計算は東京タワーを設計した内藤多仲[3]。
- 老朽化により、1994年に洗い出し工法により、大修繕が行われた。
- ドーム状の屋根（会議室がある）と左右対称が特徴。戦前は緑色で塗装されていた。
- 2003年には、映画「世界の中心で、愛をさけぶ」のロケで本館が使用された。
- 2020年（令和2年）に国の登録有形文化財に登録[4]。

## 別館
- 1980年に建てられた。

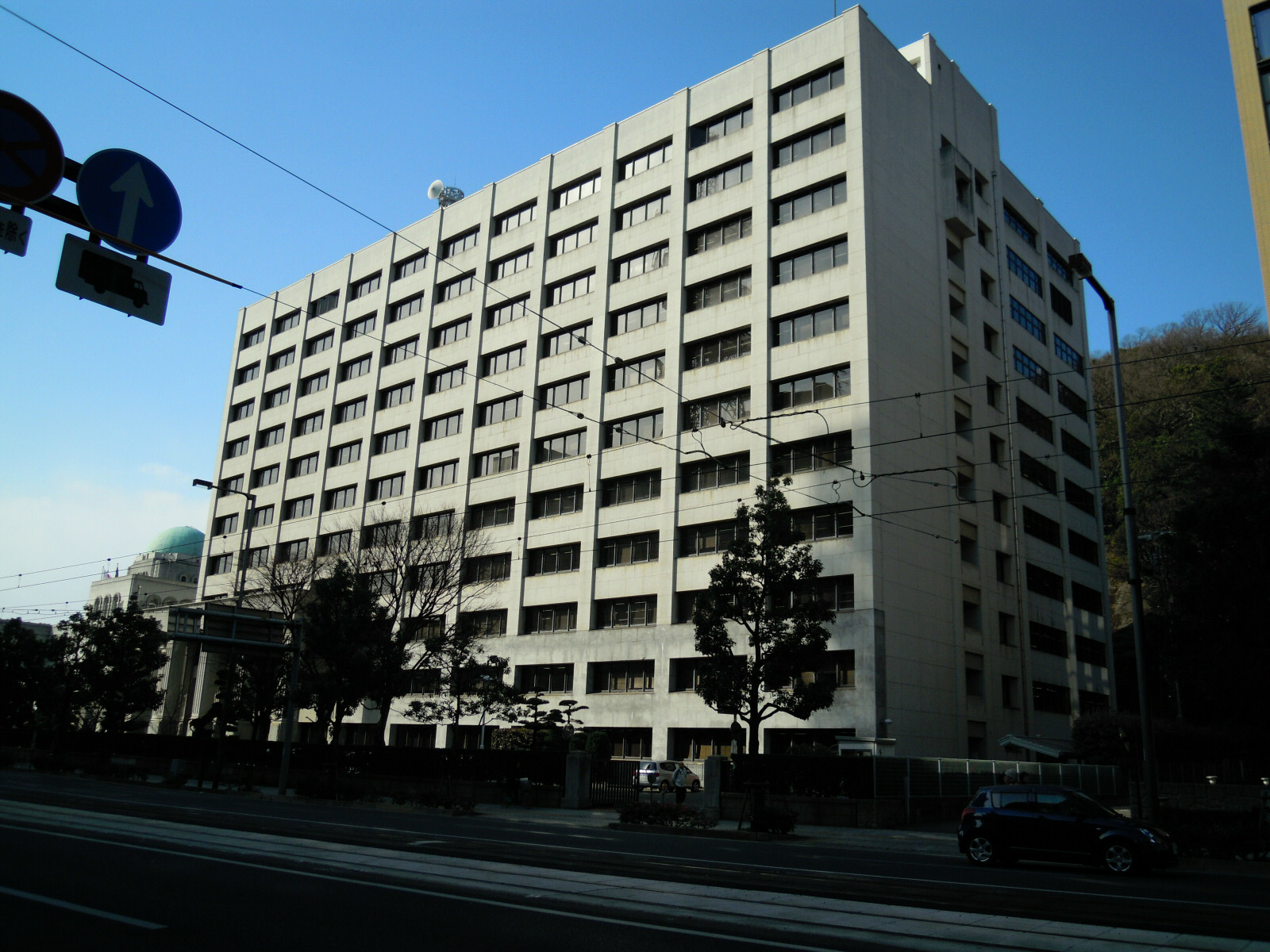
愛媛県庁舎第一別館

- 正面から本館の右となりに存在する（手前が第一別館、その後ろが第二別館）。
- 2015年（平成27年）、第一別館に使用されている東洋ゴム工業製の免震装置が国の規定を満たしていないことが分かった[5]。

## 県議会議事堂
- 1982年1月31日に現在の議事堂が竣工する。
- 本館の正面から左後ろにある。
- 県議会議員の定数は47。

## 県組織
- 本館（4階建）
  - 総務部（県の予算の作成、県職員の人事等が主な仕事）
  - 県民環境部（交通・防災・環境等の政策、男女参画社会の推進、公害防止、自然保護が主な仕事）
  - 企画振興部（県政における調整、人口等の統計、県内情報の集計が主な仕事）
  - 出納局（県の支出入の監視等が仕事）

- 第一別館（11階建）
  - 保健福祉部（医療や衛生管理が主な仕事）
  - 経済労働部（産業等の振興、雇用の対策が主な仕事）
  - 農林水産部（農林水産業の振興が主な仕事）
  - 土木部（県の公共事業を管轄することが仕事）
  - 県民環境部（一部）
  - 教育委員会

- 第二別館（6階建）
  - 総務部（一部）
  - 企画振興部（一部）
  - 土木部（一部）
  - 会議室
  - 監査事務局（県の事業の監視が仕事）
  - 公営企業管理局（電気等の供給が主な仕事）
  - 人事委員会
  - 労働委員会

- 県議会議事堂（4階建）

## 愛媛県の地方局
松山、今治、西条、八幡浜、宇和島の5つの地方局が置かれていたが、2008年に地域ごとに統合されている。東予地方局は旧西条地方局に置かれ、南予地方局は旧宇和島地方局に設置されている。なお旧今治地方局は東予地方局、旧八幡浜地方局は南予地方局の支局になっている。
- 東予地方局
- 中予地方局
- 南予地方局